# Felix Rech
Felix Rech (* 6. Mai 1977 in Mainz) ist ein deutscher Theaterschauspieler.

## Leben
Felix Rech studierte von 1997 bis 2000 Schauspiel am Max Reinhardt Seminar in Wien, wo er im Jahr 2000 auch sein Diplom ablegte. Während seiner Ausbildung hatte Rech unter anderem auch Rollenunterricht bei Klaus Maria Brandauer.
Noch während seines Studiums erhielt Rech einen Vertrag als Eleve am Wiener Burgtheater.
Sein erstes reguläres Theaterengagement hatte Rech von 2000 bis 2003 am Deutschen Nationaltheater Weimar. Rech spielte in diesen Jahren unter anderem die Titelrolle in Hamlet von William Shakespeare, den Edmund in König Lear, den Alwa in Lulu und den Camille Desmoulins in Dantons Tod.
Von 2003 bis 2006 trat Rech als festes Ensemblemitglied am Maxim Gorki Theater in Berlin auf. Er spielte dort unter anderem den Waska Pepel in Nachtasyl, den Ruprecht in Der zerbrochne Krug und den Woinizew in Platonow. Außerdem trat er in dem Stück Amerika, einer Bühnenfassung nach Motiven des Romans Der Verschollene von Franz Kafka, auf. 
Von 2006 bis 2011 war Rech Ensemblemitglied am Bayerischen Staatsschauspiel. Rech spielte in München unter anderem den Tambourmajor in Woyzeck, den Fiesco in Die Verschwörung des Fiesco zu Genua, den Mercutio in Romeo und Julia, den Cléante in Der eingebildete Kranke und den Sigismund in  Das Leben ein Traum. 2009 wirkte Rech in der Uraufführung des Theaterstücks Leichtes Spiel. Neun Personen einer Frau von Botho Strauß mit. 
Zur Spielzeit 2011/12 wechselte er ins Ensemble des Schauspielhauses Bochum, wo er zuvor schon als Gast in Produktionen mitgewirkt hatte. Von 2015 bis 2017 war er Ensemblemitglied am Schauspiel Frankfurt. Zur Spielzeit 2017/18 wurde Felix Rech an das Berliner Ensemble engagiert. Ab 2019 spielte er zunächst als Gast am Wiener Burgtheater. Mit der Spielzeit 2019/20 wechselte Felix Rech vom Berliner Ensemble nach Wien und ist seitdem festes Ensemblemitglied am Burgtheater. Zur Spielzeiteröffnung 2019/20 trat er dort unter der Regie von Ulrich Rasche in dem Stück Die Bakchen auf.
Rech arbeitete im Verlauf seiner Karriere mit den Theaterregisseuren  Alexander Lang, Dieter Dorn, Martin Kušej, Michael Thalheimer, Roger Vontobel, Thomas Langhoff und Mateja Koležnik zusammen.
Rech wirkte in kleineren Rollen auch bei Fernsehproduktionen und in Kinoproduktionen mit. Für das ZDF drehte er 2009 unter der Regie von Vanessa Jopp, nach einer Idee von Doris Dörrie, die Miniserie Klimawechsel. 2010 wurde das Filmdrama Das Heilige Land Tyrol, eine historische Produktion im Umfeld von Andreas Hofer und der Befreiungskriege gegen Bayern und Napoleon, in dem er ebenfalls mitwirkte, veröffentlicht.

## Auszeichnungen
- 2008: Förderpreis des Vereins der Freunde des Bayerischen Staatsschauspiels
- 2008: Bayerischer Kunstförderpreis
- 2011: Kurt-Meisel-Preis des Bayerischen Staatsschauspiels